# Давіди (Люблінське воєводство)
Давіди (пол. Dawidy) — село в Польщі, у гміні Яблонь Парчівського повіту Люблінського воєводства. Населення — 434 особи (2011).

## Історія
У часи входження до складу Російської імперії належало до Радинського повіту Сідлецької губернії.
За даними етнографічної експедиції 1869—1870 років під керівництвом Павла Чубинського, у селі здебільшого проживали греко-католики, усе населення розмовляло українською мовою.
У 1975—1998 роках село належало до Білопідляського воєводства.

## Демографія
Демографічна структура станом на 31 березня 2011 року:
|          | Загалом | Допрацездатний вік | Працездатний вік | Постпрацездатний вік |
| -------- | ------- | ------------------ | ---------------- | -------------------- |
| Чоловіки | 201     | 45                 | 132              | 24                   |
| Жінки    | 233     | 57                 | 124              | 52                   |
| Разом    | 434     | 102                | 256              | 76                   |